# Carreras
|  | Per a altres significats, vegeu «Carreras (desambiguació)». |

Carreras és una urbanització de nova construcció que forma un barri del municipi de L'Espluga de Francolí, Conca de Barberà. Es va començar a construir a mitjans de la dècada de 1990. És al sud del poble, a uns 410 m d'altitud, a la dreta del Francolí, al costat del camí de la Trinitat. Celebra la festa Major el segon cap de setmana de juliol.